# Серьогін Віталій Олександрович
Серьогін Віталій Олександрович (15 лютого 1970, м. Скадовськ Херсонської області) — доктор юридичних наук, професор, професор кафедри конституційного і муніципального права юридичного факультету Харківського національного університету імені В. Н. Каразіна. Тематика наукових досліджень: загальна теорія прав людини; конституційно-правовий статус особи; державне будівництво та місцеве самоврядування.

## З творчої біографії
У 1989 р. з відзнакою закінчив Чернігівський юридичний технікум, а в 1994 р. — Українську державну юридичну академію.
З серпня 1994 р. по серпень 2014 р. працював на кафедрі конституційного та міжнародного права Харківського національного університету внутрішніх справ, пройшовши шлях від викладача до начальника кафедри. У межах даного періоду з червня 2011 р. по липень 2013 р. очолював кафедру державно-правових дисциплін факультету підготовки фахівців для підрозділів слідства та дізнання ХНУВС, створену в результаті об'єднання кафедри теорії та історії держави і права та кафедри конституційного та міжнародного права ХНУВС.
З серпня 2014 р. В. О. Серьогін працює на посаді професора кафедри конституційного і муніципального права юридичного факультету Харківського національного університету імені В. Н. Каразіна.
З 1999 р. — кандидат юридичних наук за спеціальністю 12.00.02 — конституційне право. Тема кандидатської дисертації — «Конституційний принцип гласності в діяльності органів державної влади України».
З 2011 р. — доктор юридичних наук за спеціальностями 12.00.01 — теорія та історія держави і права; історія політичних і правових учень та 12.00.02 — конституційне право; муніципальне право. Тема докторської дисертації  – «Конституційне право особи на недоторканність приватного життя (прайвесі): проблеми теорії та практики».
У 2014 р. присвоєно вчене звання «професор» по кафедрі конституційного та міжнародного права Харківського національного університету внутрішніх справ.
Під керівництвом В. О. Серьогіна захищено 14 кандидатських та докторських дисертацій за спеціальностями 12.00.01 та 12.00.02. 
Член редакційної колегії часопису «Вісник Харківського національного університету ім. В.Н. Каразіна. Серія: Право».

## Творчий доробок
Автор понад 120 наукових праць. Серед них: «Державне будівництво та місцеве самоврядування в Україні: підручник» (2004 р., у співавторстві), «Парламентське право України: навчальний посібник» (2007 р., у співавторстві), «Конституції зарубіжних країн: навчальний посібник» (2009 р., у співавторстві), «Конституційне право України: навчальний посібник» (2010 р.), «Право на недоторканність приватного життя (прайвесі) у конституційно-правовій теорії та практиці: монографія» (2010 р.), «Державне право зарубіжних країн. Особлива частина: навчальний посібник» (2011 р., у співавторстві) та ін.

## Нагороди
Лауреат премії імені Ярослава Мудрого (1994 р.).